# Harvey Grant
Harvey Grant (ur. 4 lipca 1965 w Auguście) – amerykański koszykarz występujący na pozycjach niskiego i silnego skrzydłowego.
Jest bliźniakiem czterokrotnego mistrza NBA Horace'a Granta. Jego synowie są także zawodowymi koszykarzami. Jerai podczas studiów reprezentował również Clemson Tigers, drużynę Uniwersytetu w Clemson (2007–2011) –  obecnie gra w Europie. Młodszy syn, Jerian, dostał się do NBA i zaczął swoją karierę od zespołu New York Knicks. Najmłodszy potomek, Jerami reprezentuje barwy Detroit Pistons
W 1991 zajął drugie miejsce w głosowaniu na zawodnika, który poczynił największy postęp w NBA. Notował wtedy średnio 18,2 punktu, 7,2 zbiórki, 2,6 asysty i 1,18 przechwytu.

## Osiągnięcia
Na podstawie, o ile nie zaznaczono inaczej.
NCAA
- Uczestnik:
  - rozgrywek NCAA Final Four (1988)
  - turnieju NCAA (1987, 1988)
- Mistrz:
  - sezonu regularnego konferencji Big 8 (1988)
  - turnieju konferencji Big 8 (1988)
- Zaliczony do III składu All-American (1988 przez NABC, UPI)